# Salix dieckiana
Salix dieckiana är en videväxtart som beskrevs av Suksdorf. Salix dieckiana ingår i släktet viden, och familjen videväxter. Inga underarter finns listade i Catalogue of Life.